# ۲۸ مارس
۲۸ مارس در تقویم گرگوری، هشتاد و هفتمین (در سال‌های کبیسه هشتاد و هشتمین) روز سال است. ۲۷۸ روز تا پایان سال باقی است.

## رویدادها
- ۱۸۵۴ - در جریان جنگ کریمه، بریتانیا و فرانسه به روسیه اعلان جنگ کردند.
- ۱۹۱۸ - اعلان استقلال اولین جمهوری ارمنستان
- ۱۹۳۹ - در جریان جنگ داخلی اسپانیا نیروهای سلطنت طلب به رهبری ژنرال فرانسیسکو فرانکو موفق شدند پس از دو و نیم سال محاصره مادرید، پایتخت را تصرف کنند. چهار روز بعد با تسلیم شدن آخرین قوای جمهوری‌خواه جنگ به پایان رسید.
- ۲۰۱۸ - کیم جونگ-اون، رهبر کره شمالی برای دیدار با شی جین پینگ، رئیس‌جمهور چین برای اولین بار از سال ۲۰۱۱ از کشورش خارج و راهی چین شد.

## زادروزها
- ۱۷۲۷ - ماکسیمیلیان سوم یوزف، امپراتور روم.
- ۱۸۶۲ - آریستی بریا، خبرنگار و سیاستمدار اهل فرانسه.
- ۱۸۶۸ - ماکسیم گورکی، نویسنده و نمایشنامه‌نویس روس و از بنیان‌گذاران سبک رئالیسم سوسیالیستی.
- ۱۹۰۵ - پندورا اس. برمن، تهیه‌کننده آمریکایی.
- ۱۹۲۱ - درک بوگارد، بازیگر انگلیسی.
- ۱۹۴۲ - مایک نیوول، کارگردان اهل بریتانیا.
- ۱۹۴۲ - دانیل دنت، فیلسوف و دانشمند آمریکایی.
- ۱۹۵۸ - مستر پرفکت، کشتی‌گیر اهل آمریکا.
- ۱۹۵۹ - لورا چینچیلا، سیاستمدار اهل کاستاریکا.
- ۱۹۶۰ - اریک امانوئل اشمیت، نویسنده، نمایش‌نامه‌نویس و فیلسوف فرانسوی.
- ۱۹۶۹ - برت رتنر، کارگردان اهل آمریکا.
- ۱۹۷۰ - وینس وان، بازیگر اهل آمریکا.
- ۱۹۷۴ - یوناس اریکسون، داور فوتبال اهل کشور سوئد.
- ۱۹۷۵ - ایوان هلگوئرا، بازیکن فوتبال اهل اسپانیا.
- ۱۹۸۶ - لیدی گاگا، خواننده و بازیگر آمریکایی.
- ۱۹۹۲ - سرجی گومز، بازیکن فوتبال اهل اسپانیا.

## مرگ‌ها
- ۱۸۹۳ - ادموند کربی اسمیت، نظامی اهل آمریکا.
- ۱۹۴۱ - ویرجینیا وولف، نویسنده انگلیسی.
- ۱۹۴۲ - میگل ارناندس، شاعر و نویسنده اسپانیایی.
- ۱۹۵۳ - جیم تورپ، ورزشکار آمریکایی.
- ۱۹۵۸ - دبلیو. سی. هندی، نوازنده و آهنگساز آمریکایی.
- ۱۹۶۹ - دوایت آیزنهاور، سیاستمدار آمریکایی.
- ۲۰۰۴ - پیتر یوستینف، هنرپیشه، کارگردان و نویسنده اهل بریتانیا.
- ۲۰۰۶ - کاسپار واینبرگر، سیاستمدار اهل آمریکا.
- ۲۰۱۰ - جون هوک، بازیگر کانادایی-آمریکایی.
- ۲۰۱۳ - ریچارد گریفیتس، بازیگر بریتانیایی.
- ۲۰۱۳ - جرج باکس، آمار دان اهل بریتانیا.

## مناسبت‌ها
- روز معلم در کشورهای جمهوری چک و اسلواکی